# Draba microcarpella
Draba microcarpella là một loài thực vật có hoa trong họ Cải. Loài này được A.N.Vassiljeva & Golosk. mô tả khoa học đầu tiên năm 1960.